# 三井秀樹 (美学者)
三井 秀樹（みつい ひでき、1942年 - ）は、日本の美学者、造形評論家。専攻は構成学、メディアアート。現在、学術団体「形の文化会」会長。
出身校の東京教育大学では、高橋正人に師事した。

## 略歴
- 1942年：東京都に生まれる
- 開成高等学校 卒業
- 1966年：東京教育大学教育学部芸術学科　卒業
- 1967年：同大学大学院教育学専攻科芸術学専攻　修了
- 1982年：筑波大学芸術学系教員に就任
- 2006年：玉川大学芸術学部メディア・アーツ学科教授に就任
- 現在：筑波大学名誉教授、玉川大学名誉教授

出典

## 著作

### 単著
- 『画像革命―コンピュータグラフィックスの世界』誠文堂新光社、1984年
- 『コンピュータ・グラフィックスの世界―映像革命の最前線をさぐる』講談社、1988年
- 『フラクタル科学入門―世界を見る目が変わる新しい発想』日本実業出版社、1990年
- 『テクノロジー・アート―20世紀芸術論』青土社、1994年
- 『美の構成学―バウハウスからフラクタルまで』中央公論社、1996年
- 『フラクタル造形』鹿島出版会、1996年
- 『ガーデニングの愉しみ―私流庭づくりへの挑戦』中央公論社、1998年
- 『美のジャポニスム』文藝春秋、1999年
- 『形の美とは何か』日本放送出版協会、2000年
- 『形とデザインを考える60章―縄文の発想からCG技術まで』平凡社、2001年
- 『メディアと芸術―デジタル化社会はアートをどう捉えるか』集英社、2002年
- 『オーガニック・デザイン―21世紀を拓くコンセプト』平凡社、2003年
- 『新 構成学―21世紀の構成学と造形表現』六耀社、2006年
- 『かたちの日本美―和のデザイン学』日本放送出版協会、2008年
- 『琳派のデザイン学』日本放送出版協会、2013年
- 『ハンディクラフトのデザイン学』日本ヴォーグ社、2013年

### 共著
- （佐口七朗共著）『コンピュータ・グラフィックス』ダヴィッド社、1984年
- （田口善弘、高木英行共著）『複雑性のキーワード』共立出版、2000年
- （三井直樹共著）『色彩デザイン学』六耀社、2009年

### 翻訳
- （三井直樹共訳）カール・ボーヴィル『建築とデザインのフラクタル幾何学』鹿島出版会、1997年